# Optimalizace pro vyhledávače
Jako optimalizace pro vyhledávače či zkráceně SEO, anglicky search engine optimization, se označují metody, které mají za cíl, aby se určená URL zobrazovala na předních místech vyhledávačů. Získání přední pozice ve výsledcích vyhledávání (odkaz na stránku bude zobrazen mezi prvními) zvyšuje šanci získání četnějších a zároveň cílených návštěvníků. Některé techniky SEO se provádí přímo na dané stránce (on-page SEO), některé mimo tuto stránku (off-page SEO).
Hodnocení webových stránek provádí vyhledávač, toto hodnocení je založeno na tzv. signálech (struktura, rychlost, obsah, metadata, počty odkazů a podobně). Jednotlivé techniky SEO se příliš neliší dle vyhledávače, ale konkrétní strategie ano. Světově nejpoužívanějším vyhledávačem je Vyhledávání Google, ten pro hodnocení stránek používá množství signálů a jedním z nich je PageRank. Google ovládá většinu trhu, a vlivy dalších vyhledávačů, jako je Bing nebo Seznam.cz, se tedy s postupem času u některých cílových skupin snižují, některé vyhledávače (jako AltaVista nebo Jyxo.cz) dokonce zanikly úplně. Nejdůležitější je často optimalizace pro Google. Existují ale například i techniky SEO pro cenové srovnávače, pro YouTube a jakékoliv jiné vyhledávače.
Strategie SEO zahrnují kromě zlepšení pozic webových stránek na relevantní dotazy ve výsledcích vyhledávání také odstranění technických nedostatků bránicích v procházení webové prezentace vyhledávacím robotům a uživatelům internetu.
SEO je komplexním oborem, který se stále rozvíjí a může se dělit na technické SEO, strategické a obsahové SEO. Dalším významným podoborem je linkbuilding.
Většina SEO technik není původní a vychází ze zásad publikování přístupného a bezbariérového webu, a tak mohou být tyto techniky přínosné nejen pro strojové zpracování stránek vyhledávačem, ale i pro běžné a handicapované uživatele.
Automatizované technické nástroje, které se snaží hodnotit web z hlediska SEO, komunita nazývá seomaty či seoanalyzátory. Takových nástrojů existuje mnoho. Většina ze seomatů má základní analýzy zdarma, pokročilé analýzy (nebo analýzy více webů, větších webů apod.) jsou zpravidla v rámci placených tarifů. Je dobré si uvědomit, že bez hlubších znalostí SEO (a samotného webu) jsou výstupy ze seomatů v podstatě k ničemu.

## Název
Pro tyto metody se v mnoha jazycích používá zkratka SEO. Ta má původ v anglickém označení search engine optimization. Dle znalce tvorby webových stránek Marka Prokopa je toto označení však etymologicky nepřesné.
V češtině se vedle uvedené zkratky ustálilo označení optimalizace pro vyhledávače. Toto spojení pochází právě od Marka Prokopa. Ten v roce 2001 napsal pravděpodobně první článek v češtině o SEO, který vyšel v magazínu Interval. Tyto optimalizační metody v článku označil jako „optimalizace pro vyhledávací a indexovací služby“. Krátce poté však vymyslel právě spojení „optimalizace pro vyhledávače“. Je však možné, že toto spojení nezávisle na Prokopovi vymysleli i další lidé, někteří třeba ještě před Prokopem.
Marek Prokop se nechal slyšet, že ani název „optimalizace pro vyhledávače“ nepovažuje za etymologicky výstižný, přičemž nevhodná je dle něj především předložka „pro“, neboť používání těchto optimalizačních metod nemá za záměr prospěch vyhledávače (nýbrž prospěch vlastníka webu), což ovšem předložka nesprávně naznačuje. Dle Prokopa by lepší název byl např. „optimalizace nalezitelnosti na internetu“ nebo podobné spojení.

## Hodnocení stránek vyhledávači
Webový vyhledávač za pomoci internetových botů (takzvaných crawlerů) stahuje v různých časových periodách obsah webových stránek a dalších dokumentů, které pak analyzuje, indexuje a ukládá do databáze.
Přesné metody a algoritmy této analýzy, podle nichž vyhledávač stránky hodnotí, jsou obvykle tajemstvím každé firmy. Základní mechanismus je dílem veřejně zřejmý, dílem odpozorovaný. Pozice stránky ve výsledcích vyhledávání závisí na tom, do jaké míry podle algoritmu vyhledávacího stroje splňuje daná stránka očekávání vyhledávajícího uživatele. Konkrétní pozice umístění webových stránek ve vyhledávači se může měřit pomocí tzv. SEO nástrojů.
Mezi důležitá kritéria umístění stránky ve vyhledávači patří např. rychlost načítání webových stránek, responzivita, obsah stránky a odkazy z jiných webů. Především obsah stránky nabírá na důležitosti díky zdokonalování crawlerů a jejich schopnosti vyhodnotit relevanci obsahu. Tento pokrok pomáhá vyhledávačům zneefektivnit neetické SEO praktiky, kterých se některé stránky dopouští.

## Metody SEO
Techniky SEO se snaží algoritmům vyhledávačů vyjít vstříc. Zároveň ale kalkulují i se zvyklostmi a návyky uživatelů, protože většina uživatelů při hledání věnuje pozornost jen několika prvním odkazům.
K tomuto cíli používají tvůrci stránek mnoho různých technik. Některé z nich jsou považovány za správné a etické, jiné jsou považované za nevhodné a neetické (tzv. Black Hat SEO). Některé jsou sporné z hlediska účinnosti a dají se klasifikovat spíše jako pověry.

### Etické metody
Etické metody SEO se zhruba dají shrnout tak, že se snaží o vylepšení stránek samých pro všechny čtenáře s tím, že se takovým vylepšením zvýší i kvalita stránek z pohledu prohledávajícího robota. Mezi takové metody patří například:
- Kvalitní a unikátní obsah: Stránka by měla mít kvalitní a unikátní obsah, pravidelně (v ideálním případě denně) aktualizovaný. V odborných kruzích se v této souvislosti často používá úsloví obsah je král.
- Používání HTML nebo XHTML značek (tagů) podle normových předpisů: Tvůrce stránky by měl používat na správných místech doporučený sémantický i syntaktický zápis značek pro daný jazyk HTML či XHTML, například h1 pro nadpis první úrovně, em pro zdůraznění, strong pro silné zdůraznění. Vyhledávače takovému textu přikládají větší význam. Jestliže ale webový tvůrce například definuje nadpis pomocí velikosti písma (font size), nezjistí vyhledávací robot důležitost nadpisu.
- Používání titulku, nadpisů a popisů (title, h1, alt): Tvůrce by měl uvádět v titulku objektů (oddíly stránky, obrázky, tabulky a další) konkrétní popis. Například obsahuje-li titulek stránky namísto obecných výrazů typu Úvodní stránka klíčová slova, získává stránka další významné plus.

- Krátká a neměnná URL adresa: Uvedení krátké URL adresy podpoří zájem ostatních uživatelů o odkazování na stránku. Příliš dlouhá a lidem nesrozumitelná URL adresa naopak od odkazování spíše odrazuje. Přítomnost klíčového slova v URL adrese může u některých vyhledávacích strojů zvýšit umístění stránky ve výsledcích hledání těchto slov. Naopak se nedoporučuje používat v URL parametr id. Požadavek na neměnnost adres vyplývá z fungování vyhledávacích strojů i z požadavku na budování zpětných odkazů. Například při přechodu na jinou doménu to však může být nezbytné. Pokud je změna URL opravdu nutná, lze jí řešit pomocí tzv. přesměrování 301.[2]
- Kanonizační problémy: Například adresa s www a adresa bez www, nebo URL s parametry za otazníkem, které mají sloužit k sledování kampaní. Za duplicitní obsah penalizace nehrozí, ale neoriginální obsah je hodnocen hůře, a proto se ve vyhledávání nezobrazuje na předních místech. Základní obranou proti duplicitě na vlastním webu je využívání canonical url.
- Budování zpětných odkazů: Pokud je na stránku odkazováno z jiných webů, zvyšuje se její rank] (např. PageRank od Googlu nebo S-rank odSeznamu). Toho bylo možno dříve zneužívat pro tzv. google bomby, kdy se pomocí velkého množství odkazů s určitými klíčovými slovy dostala na první místo ve výsledcích hledání zcela nesouvisející stránka. Příkladem google bomby byla klíčová slova ostudné selhání (v angličtině), která na prvních místech zobrazila odkaz na web amerického prezidenta George Bushe. Google na tyto útoky zareagoval a začal kontrolovat, jestli je na stránkách související téma. Jestliže bude například ze stránky o chovu velryb odkazováno na web o pěstování muškátů, nebude mít odkaz takovou váhu. Kvalitní obsah zvyšuje šanci, že bude na web odkazováno z jiných zdrojů. Vliv zpětných odkazů ve vyhledávání na Google se snižuje. Google používá Google Penguin update, který se snaží eliminovat vliv nekvalitních odkazů. Nepřirozené odkazové portfolio je nyní důvodem k penalizaci webové stránky na protlačované klíčové slovo.
- Správné používání protokolu pro zakázání přístupu robotům (tzn. souboru robots.txt): Robots.txt je textový soubor, který umožňuje správci webu zakázat nebo povolit přístup většiny botů. Povolování či zakazování přístupu vyhledávacím botům slouží správci webu k vystavení mantinelů pohybu crawlera po webu. Tento soubor se musí nacházet v kořenovém adresáři daného webu.
- Používání description, keywords: Klíčová slova v metaznačce description nemají vliv na hodnocení webové stránky. Obsah metaznačky description je použit u popisu stránky ve výsledcích vyhledávání (SERP) zejména na Google (Seznam.cz používá text z katalogu Firmy.cz), pokud vyhledávač nenajde na stránce vhodnější text (platí zejména pro longtailové výrazy). Meta descriptions se také zobrazuje jako popis webové stránky při sdílení na sociálních sítích. Hlavním cílem meta descriptions je stručně popsat obsah webové stránky a motivovat uživatele k návštěvě (call to action text). Metaznačku keywords používá ke zjišťování relevance z největších světových vyhledávačů pouze Bing.
- Aktivity na sociálních sítích: Zejména Google klade vyšší důraz na šíření obsahu na sociálních sítích. Pokud je obsah sdílen a komentován na sociálních sítích, je to indikátor vyšší kvality než počet zpětných odkazů. Sociální síť Google+ dříve přímo ovlivňovala pozice ve vyhledávání na Google. Přihlášený uživatel dostával personalizované výsledky, do kterých se promítalo doporučení jeho přátel (e-mailové kontakty z Gmailu nebo tehdejší kruhy na Google+).

### Neetické metody SEO
Kromě etických metod se některé webové stránky snaží vylepšit svou pozici ve vyhledávačích metodami podvodnými. Proti takovým technikám se vyhledávače obvykle snaží bránit. Stránkám, které takové techniky používají, hrozí při odhalení výrazný propad ve výsledcích. Ovšem přinejmenším krátkodobě mohou být takové techniky úspěšné.
Mezi typické neetické metody patří například:
- Spam: stránka, na kterou vede velké množství zpětných odkazů, je obecně považována za lepší. Někteří tvůrci stránek se pokoušejí zvýšit počet takových odkazů tím, že odkazy na své stránky umisťují do internetových diskusí, do komentářů k příspěvkům v blozích apod., aniž by tyto odkazy byly na těchto místech vítány či měly společné téma.
- Oklamání robotů: tvůrce stránky se může pokusit o to, aby zobrazoval vyhledávacím robotům jiný obsah než ostatním návštěvníkům, a tím se dostal na přední pozice i se stránkami, se kterými by bez tohoto podvodu neuspěl.
- Skrytý text: vyhledávače berou v potaz při řazení výsledku i frekvenci klíčových slov/frází. Tvůrce stránky si tuto frekvenci může uměle zvýšit tím, že na stránku umístí text, který obsahuje několikrát různá klíčová slova. Ten následně skryje pomocí CSS, nebo ho nechá zobrazit velice malým písmem, aby běžného návštěvníka stránky nerušil. Na tuto skutečnost vyhledávače dříve či později přijdou, protože stahují i kaskádové styly a snaží se podívat na stránku tak, jak ji vidí člověk.

### Pověry
Kromě rozdělení na etické a neetické lze metody SEO rozdělit i na účinné a neúčinné. Protože neetické metody jsou z principu dlouhodobě neúčinné kvůli riziku penalizace, níže uvedený seznam explicitně zahrnuje pouze metody etické. Některé neúčinné etické metody vznikají přílišným směšováním principů SEO a použitelnosti webu.
- Používání beztabulkového layoutu: Vytvořením stránky pomocí tzv. beztabulkového layoutu (forma webu je definována v externím souboru kaskádových stylů) zůstane v samotném zdrojovém kódu převážně obsah. CSS navíc umožňuje umístit ve zdrojovém kódu důležitý obsah co nejvýše. Z pohledu SEO však tato technika nepřináší žádný efekt.

## SEO nástroje
SEO nástroje lze obecně rozdělit na ty, které poskytují provozovatelé vyhledávačů (nástroje pro správu internetových stránek, analytické nástroje), ty, jež poskytují provozovatelé internetových stránek (nejrůznější katalogy, sociální sítě a jiné zdroje), a nakonec na tvorbu vlastních podpůrných webů a programů.

### Nástroje provozovatelů vyhledávačů
Jedná se o nástroje pro správu internetových stránek a získávání statistických údajů přímo od zdroje. Nejvýznamnější z nich jsou Search Console (dříve zvaný Webmaster tools) a Google Analytics od společnosti Google.
Search Console (nástroje pro majitele a správce stránek) umožňují „komunikovat“ s vyhledávačem Google a zjišťovat chyby, na které při procházení stránek vyhledávač narazil. Může se jednat o HTML chyby a návrhy na jejich odstranění, odkazy na stránky, které již neexistují, nalezení škodlivého malware na stránkách uživatele nebo například statistiky jejich procházení vyhledávacím robotem. Dále údaje z nástrojů pro správce nabízejí statistická data o počtu zobrazení webových stránek na konkrétní klíčová slova a o jejich umístění (pozici) ve výsledcích vyhledávání.
Jednou z nejužitečnějších informací v tomto nástroji je statistika proindexování všech podstránek webu, kterou je možné ovlivnit odesláním souboru Sitemap. Odeslání a indexaci tohoto souboru je možné provést po každé změně na stránkách. Nemusí se tak čekat, až si robot provedené změny všimne. Indexace odeslaného souboru začíná okamžitě.
Search Console je technickým nástrojem, kdežto Google Analytics dodává informace o uživatelích, které se dají využit pro marketingové účely. Získá se tím tak přehled o nejčastěji navštěvovaných stránkách, odkud uživatelé přišli, jak se po stránkách pohybují, kam odcházejí. Při správném nastavení je možné sledovat konverzní poměr: Google spočítá, kolik návštěvníků z celkového počtu došlo k cíli, ke konverzi (konverze nemusí nutně znamenat nákup, ale dosažení cíle určeného správcem a vykonání reakce: vedle nákupu tedy odeslání dotazu, vyplnění dotazníku, hlasování v anketě atd.). Data získaná v Search Console lze posílat do Google Analytics pro efektivnější vyhodnocení a sloučení získaných metrik.
Pro získání komplexních informací se tyto oba nástroje dají navzájem propojit.

### Nástroje provozovatelů internetových stránek
K nejčastěji využívaným nástrojům se dají řadit tyto:
- Katalogy firem a odborníků – využívají se pro získání zpětného odkazu na vlastní webové stránky a tím i zvyšování ranků a popularity prezentace. Váha, kterou vyhledávače tomuto nástroji přidávají, v poslední době klesá. Je to dáno především nárůstem nekvalitních katalogů, které jsou, v drtivé většině, propojeny mezi sebou jednou databází. Prezentací v katalozích ovšem nelze nic zkazit, nekvalitní odkaz se jednoduše nebude vyhledávačem počítat.
- Katalogy PR článků – velmi oblíbený zdroj vyhledávacích robotů pro získávání informací. Odkazy z těchto katalogů se získávají přímo z tematicky napsaného textu na konkrétní klíčové slovo. Je zde rovněž možnost oslovit uživatele konkrétní nabídkou. Vývoj v oblasti dospěl k tomu, že kvalita vítězí nad kvantitou, takže je lepší mít jeden kvalitní odkaz z relevantního webu než 20 odkazů z nerelevantních PR článků.
- RSS katalogy – pro registraci a získání odkazů z těchto katalogů je nutné mít na stránce připravený RSS zdroj. Výhodou těchto katalogů je jednak přímé zacílení na uživatele, kteří se o problematiku registrovaného webu zajímají, a za druhé jsou to odkazy na všechny stránky sdružené v RSS zdroji.
- Jiné katalogy – může se jednat o odborně zaměřené katalogy, například katalogy e-shopů, oborové katalogy, slevové agregáty, cenové srovnávače.
- Blogy – stejně jako katalogy slouží pro získávání zpětných odkazů. V případě vlastního blogu je možné odkazovat přímo z textu na konkrétní klíčové slovo či relevantní produktovou kategorii v eshopu. V opačném případě je možné reagovat na příspěvky blogů tematicky stejných, jako je propagovaná prezentace. Téměř všechny blogy umožňují umístění odkazu na webové stránky autora příspěvku. Je ovšem potřeba dávat pozor na spam. Vždy je třeba si pečlivě přečíst příspěvek, a pokud je co říci, udělat to. Blog je velmi platným nástrojem při získávání organické návštěvnosti, kdy je možné s optimalizovaným článkem cílit na hledané fráze, tím přivést uživatele a dále je vést webem až k prodejním stránkám webu. Blog u mnohých eshopů generuje více návštěvnosti než samotné produktové stránky. Články na blogu či v magazínu musí splňovat určité standardy. Především být zacílené na správná klíčová slova, což lze udělat především díky nástrojům jako je Ahrefs.[3]
- Diskuze – obdobné využití jako u blogů s tím rozdílem, že odkazováním ve vlastních příspěvcích je možné uživatele diskuzního fóra odradit od další komunikace. Tím se možnost cokoli sdělit a odkázat na vlastní stránky podstatně zmenší. Zase platí zásada: méně je někdy více.
- Sociální sítě – stále zanedbávaný a opomíjený nástroj. Pomocí sociálních sítí se odkazy na propagované stránky mohou šířit geometrickou řadou. Vše, co je třeba v tomto případě udělat, je poskytnout uživatelům zajímavý obsah a o zbytek se postarají sami.
- Inzertní portály – nástroj, který se nevyužívá téměř vůbec. Jedná se o publikování inzerátů na inzertních serverech (portálech). Výhodou tohoto nástroje, oproti registracím do katalogů, je možnost aktualizace inzerátů v pravidelných intervalech a tím získávání nových a nových zpětných odkazů. Je výhodné vybírat jen ty inzertní servery, kde je možné vložit odkaz na webové stránky a které jsou zdarma. Další výhodou je získání návštěvníků, kteří by se na stránky jinak nikdy nedostali. To se dá ověřit zadáním různých slovních spojení do vyhledávače, například „auto“ (na prvních místech budou weby prodejců automobilů) versus „prodám auto“ či „koupím auto“ (na prvních místech budou zobrazeny inzertní portály).

### Vlastní nástroje
- Mikrostránky – jsou to úzce specializované webové stránky, které se zpravidla zaměřují na propagaci jednoho produktu nebo činnosti a mají za cíl získávat zpětné odkazy z tematicky zaměřených webů. Výhodou je, že po prvotní investici do tvorby mikrostránek jsou všechny zpětné odkazy zdarma.
- Affiliate systémy – jsou to systémy, kde partneři získávají peněžní odměnu pouze za uskutečněný prodej. Z hlediska SEO jsou to zpětné odkazy, které jsou po celou dobu zdarma a které jsou partneři sami ochotní propagovat. Platí se pouze za výsledek.
- Výměna odkazů z vlastní iniciativy – v praxi to znamená, že majitel webové prezentace sám vyhledává webové stránky, ze kterých chce mít zpětný odkaz. Za zveřejnění odkazu vzniká zpravidla stejný závazek směrem k partnerovi. Odkazy však lze i nakupovat. Zmíněna je ale jen jedna možnost, jak získat zpětný odkaz.